# Huỳnh Thị Bảo Hòa
Huỳnh Thị Bảo Hòa (pseudonyme de Huynh Thi Thai) est une femme de lettres, autrice romancière, journaliste et activiste féministe du Viêt Nam née en 1896 à Da Phuoc (district de Hoa Vang, Tourane, Annam, Indochine française) et décédée en 1982. Elle est considérée avec son roman La Belle d'Occident comme la première femme romancière écrivant en quốc ngữ.
Autrice de différents ouvrages, elle écrivit un récit de voyage, Bà Nà du ký, une pièce de théâtre, Princesse Huyen Tran en 1934, un essai sur le Champa en 1936 et un entretien, Pourquoi ai-je coupé mes cheveux ? en 1934.
Elle est considérée comme pionnière du mouvement Duy Tân au Vietnam et fut qualifiée par Huỳnh Thúc Kháng comme « une pionnière qui ouvre le chemin et porte haut le drapeau de l'armée des femmes talentueuses ».

## Biographie
Née en 1896 dans la banlieue de Tourane, elle est la fille d'un officier militaire. Très jeune, elle a le goût de la lecture. En 1914, elle épouse Vuong Kha Lam avec lequel elle emménage dans le centre de Tourane et où naissent leurs cinq enfants entre 1922 et 1932. Ensuite, en 1927, elle publie son roman Tây phương mỹ nhơn et devient présidente de l'Association des femmes de Tourane, nouvellement fondée. En parallèle, elle travaille auprès du journal Thụ́c-Nghiệp Dân-Báo ainsi que pour les magazines et journaux Nam Phong, Nguoi Dan, Phụ nữ Tân văn.
On sait aussi qu'elle portait les cheveux courts et qu'elle faisait du vélo.

## Son roman,La Belle d'Occident
Le roman Tây phương mỹ nhơn (La Belle d'Occident) est publiée en quốc ngữ, en 1927 à Saïgon.
Inspiré d'une histoire vraie, il raconte l'histoire d'amour d'une Française (Bach Lan, l'Orchidée Blanche) qui rencontre en France, dans un hôpital un soldat indochinois, Tuan Ngoc, venu combattre pour la France parmi les 50 000 Indochinois engagés pendant la Grande Guerre. L'Indochinois, guéri, repart dans son pays natal duquel il adresse une lettre à sa bien-aimée, qui pousse cette dernière à rejoindre l'Indochine avec sa petite fille, en bateau pour retrouver son concubin « habitant du pays d'Annam » menant une quête allant contre les mœurs conservatrices interdisant les mariages mixtes. Le couple se retrouve et finit par retourner en France.
Oublié pendant soixante-dix ans, le roman est redécouvert dans les années 2000 par Truong Duy Hy au Viêt-Nam et en France et fut traduit en français par Phuong Ngoc Nguyen en 2020.